# ダイヤモンドクロッシング

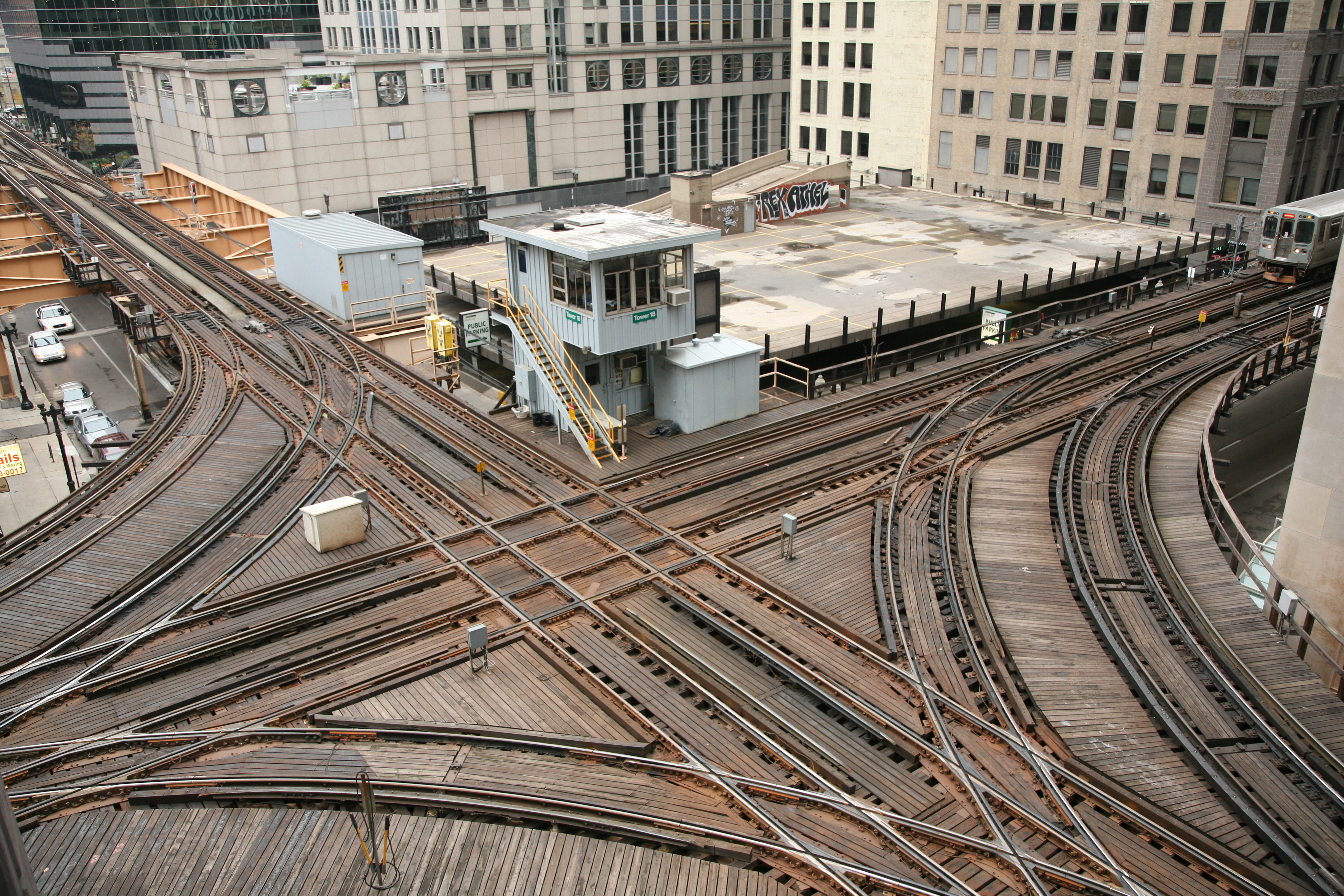
直交の例。シカゴ・Lのループにあるダイヤモンドクロッシング

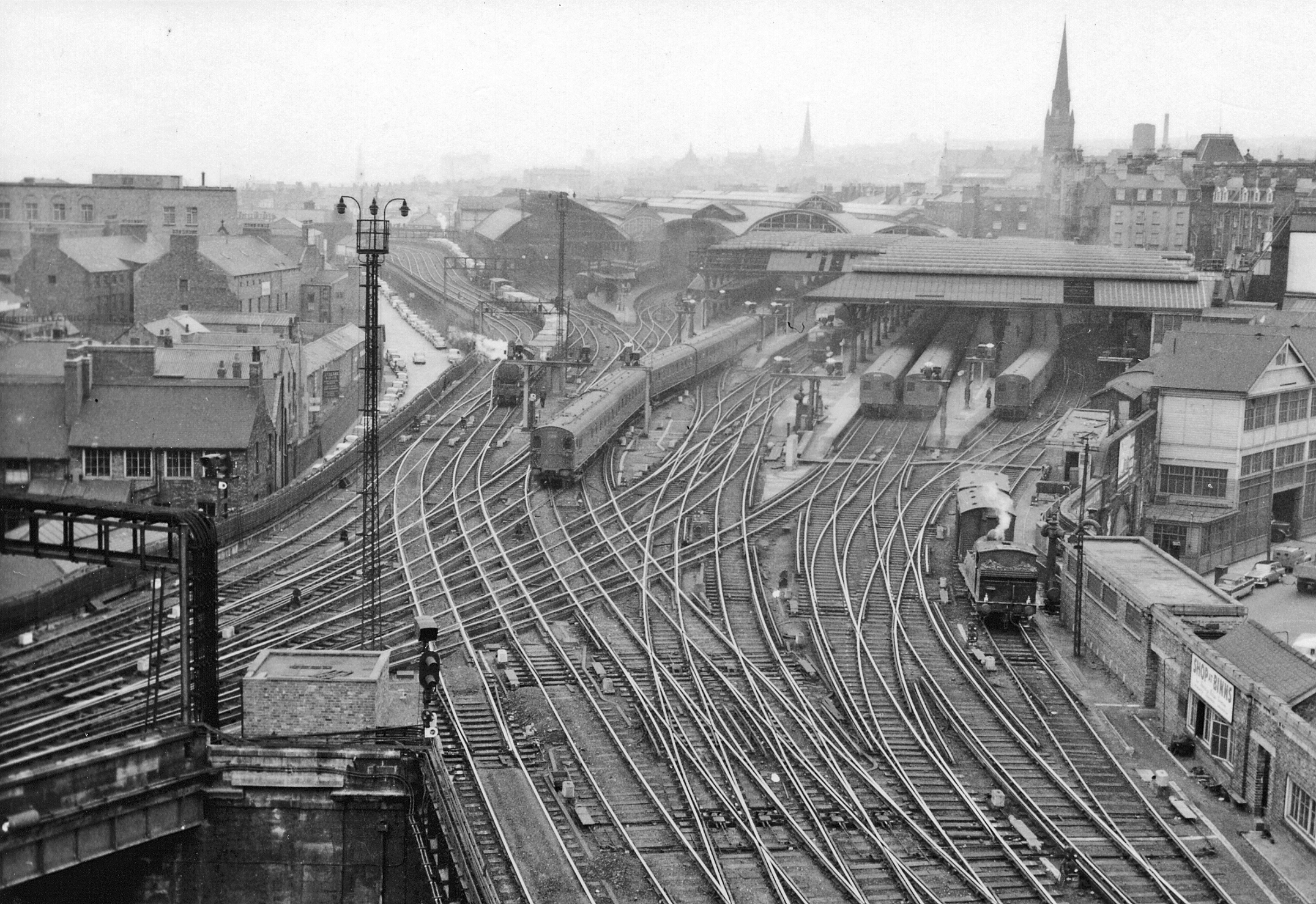
斜交の例。ニューカッスル駅（1960年）

ダイヤモンドクロッシング（Diamond crossing、または Diamond junction）とは、鉄道の平面交叉する箇所における軌道構造で、直交するものと、X字状の配置で特殊分岐器の一部となっているものがある。頭文字をとってDCと略記することもある。中央部の形状がダイヤモンド形（菱形）であるためこう呼ばれる。
シザースクロッシングの4組の分岐器に囲まれた中央部もダイヤモンドクロッシングである。渡りの機能を持たず、直交するものと同様の単に線路を交叉させるだけのものもある。クロッシング部（レールが同一平面で交わる部分）のレールを切り欠いている固定式、クロッシング部のレール（ノーズ部分）が列車の方向により移動する可動式（可動K字クロッシングと呼ぶ）、傷みやすい可動部分を改良した弾性可動式等がある。

## 日本における事例

### 直交
現存するもの
- 名古屋鉄道名電築港駅（名鉄築港線と名古屋臨海鉄道東築線）
- 広島電鉄稲荷町電停（本線と皆実線、ただし2025年8月3日時点では東側の的場町停留場までの区間は環状運転対応工事のため運休で、東西方向に横断する営業運行は2026年春に実施[1]）- 路面電車（軌道線）同士
- 伊予鉄道大手町駅（高浜線と大手町線） - 大手町線は路面電車（軌道線）
- とさでん交通はりまや橋停留場（後免線・伊野線と桟橋線・駅前線）[2] [3] - 路面電車（軌道線）同士

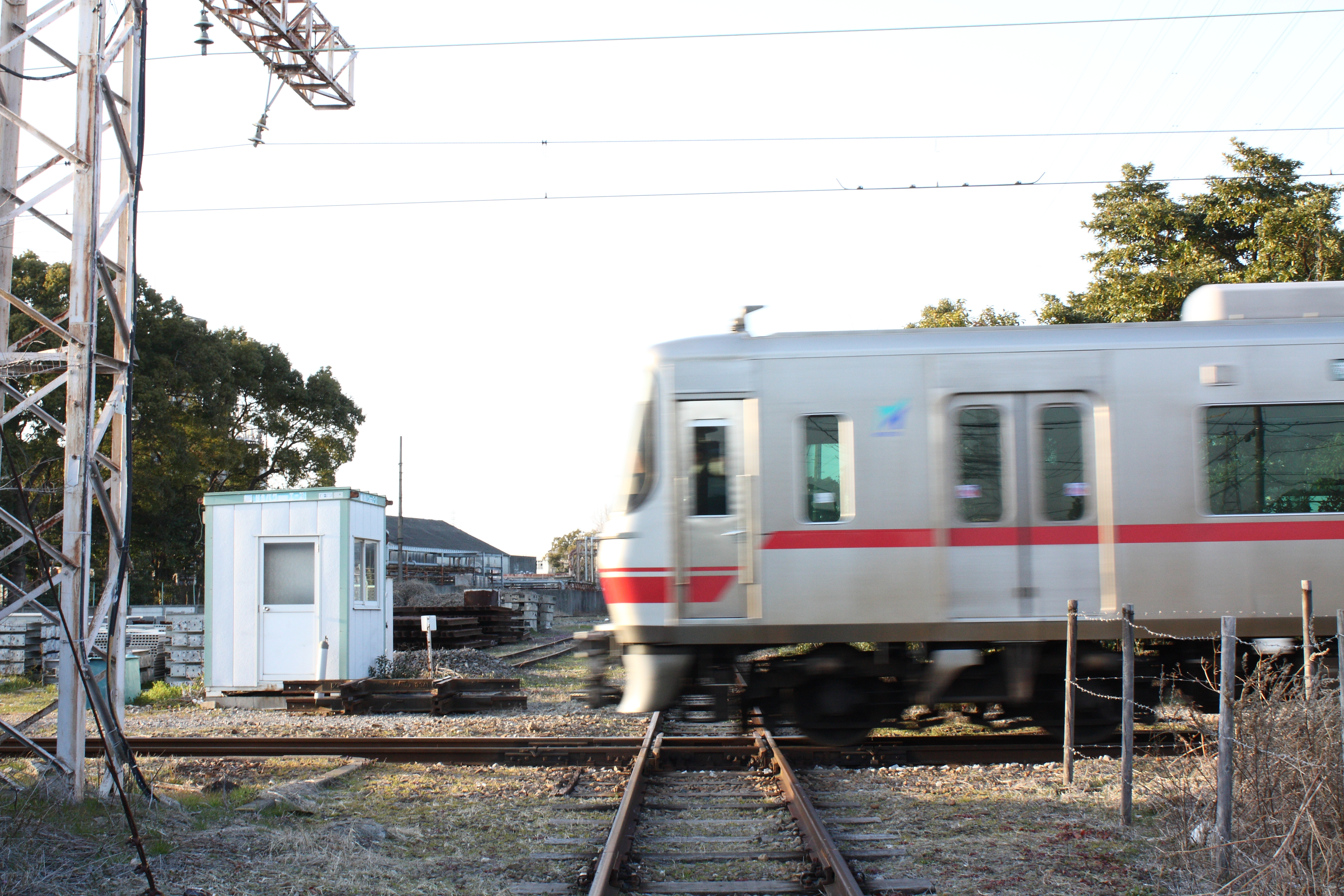
名電築港駅
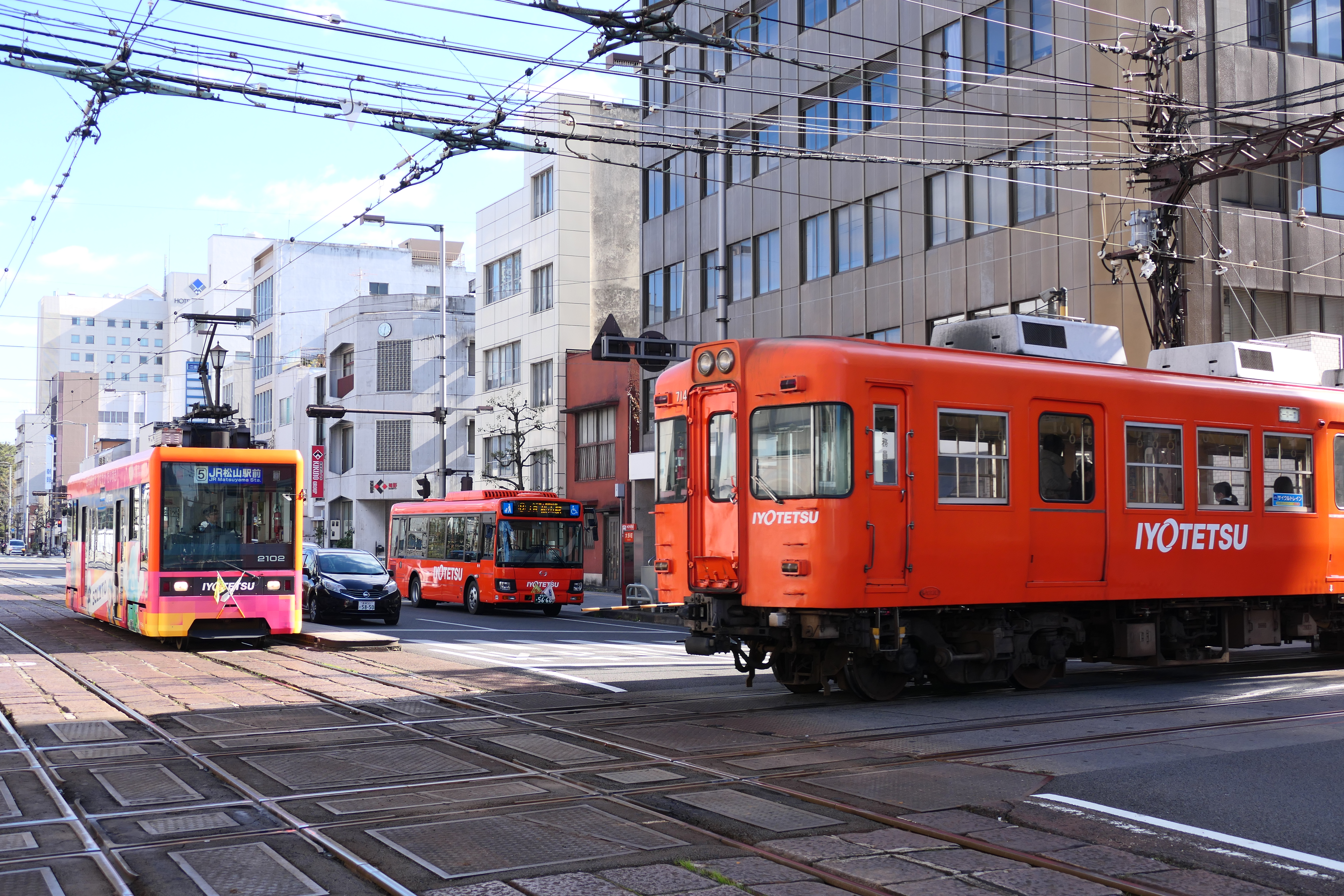
大手町駅
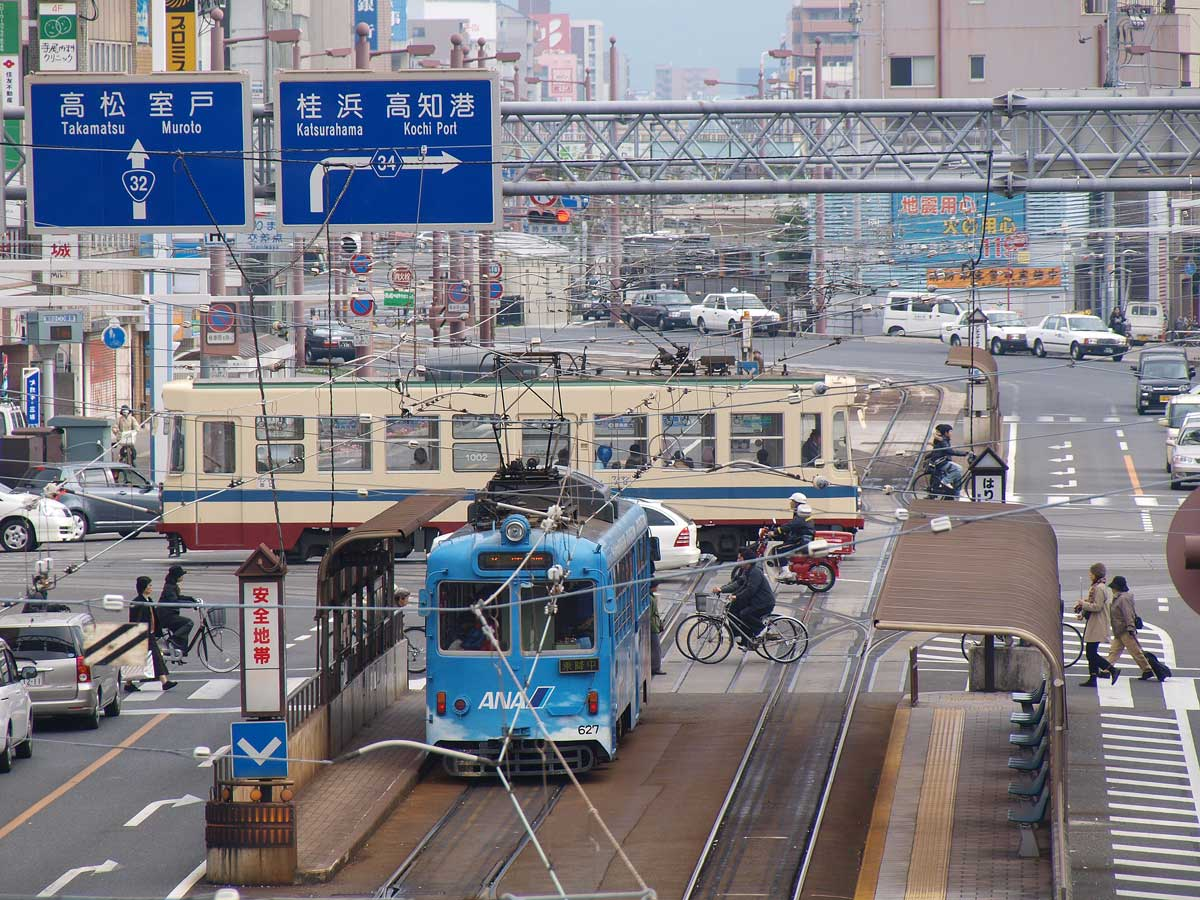
はりまや橋停留場

現存せず
普通鉄道同士
- 富山電気鉄道石田信号所（本線と石田線。石田線廃止により1940年廃止）。
- 相模運輸倉庫専用線（横須賀市田浦港町） 国鉄横須賀線田浦駅構内から延びる田浦港構内での専用線同士の交差（1984年頃休止1998年廃止）
- 名古屋鉄道東犬山駅（広見線と大曽根線。広見線移設により1946年廃止）
- 阪急電鉄西宮北口駅（神戸本線と今津線。今津線分断により1984年廃止）
- 阪鶴鉄道長洲駅（阪鶴鉄道と逓信省東海道線。長洲・塚口間廃止により1898年解消）

普通鉄道を含むもの
- 雄別鉄道・鶴居村営軌道（雄別鉄道の新富士駅・雄鉄昭和駅間、鶴居村営軌道の新富士駅・鳥取駅間。1968年鶴居村営軌道廃止で廃止）
- 国鉄札沼線と札幌軌道（札幌軌道の廃止により、1935年廃止）
- 北海道瓦斯専用線と函館市電本線（五稜郭駅前停留場・鉄道工場前停留場間）（斜交。消滅時期不詳）
- 国鉄船川線と男鹿森林鉄道（国鉄側が羽立駅付近で国道101号と交差するあたりの西側で直交していた。1959(昭和34)年の男鹿森林鉄道廃止により消滅。）
- 国鉄須賀線と都電赤羽線（都電側の停留所は「神谷橋」。須賀線廃止により1971年廃止）
- 国鉄東海道本線貨物支線（高島線）千若信号場（消滅時期不詳）
- 日本曹達高岡工場専用線と万葉線高岡軌道線（旭ヶ丘停留場・荻布停留場間。2004年の専用線の休止後に消滅）
- 名古屋鉄道鶴田町信号所（名鉄各務原線と日本専売公社専用線。1966年廃止）
- 名古屋鉄道森下駅（名鉄瀬戸線と名古屋市電高岳線。市電側の停留場は「大曽根」。市電の廃止により1971年廃止）
- 名古屋鉄道清水駅（名鉄瀬戸線と名古屋市電清水口延長線。市電側の停留場は「深田町」。市電の廃止により1971年廃止）
- 名古屋鉄道東名古屋港駅（名鉄築港線と名古屋市電大江線。市電側の停留場は「大江町」。市電の廃止により1974年廃止）
- 名古屋臨海鉄道東築線と名古屋市電東臨港線（加福町停留場・大江町停留場間。市電の廃止により1974年廃止）
- 国鉄西名古屋港線と名古屋市電下之一色線（市電側の停留場は「小本」。市電の廃止により1969年消滅）
- 国鉄西名古屋港線と名古屋市電築地線（市電側の停留場は「一州町」。市電の廃止により1971年廃止）
- 日本専売公社専用線と名古屋市電循環東線（市電側の停留場は「矢田町十五丁目」。市電の廃止により1974廃止）
- 京福電気鉄道元田中駅（京福電気鉄道叡山本線と京都市電東山線。市電側の停留場は「叡電前」。市電の廃止により1978年廃止）
- 京阪電気鉄道四条駅（現・祇園四条駅。京阪本線と京都市電四条線。市電側の停留場は「四条京阪前」。市電の廃止により1972年廃止）
- 京阪電気鉄道七条駅（京阪本線と京都市電七条線。市電側の停留場は「七条大橋」。市電の廃止により1978年廃止）
- 京阪電気鉄道伏見稲荷駅（京阪本線と京都市電稲荷線。市電側の停留場は「稲荷」。市電の廃止により1970年廃止）
- 国鉄奈良線伏見駅（奈良線と京都市電伏見線。奈良線の移設により1921年廃止）
- 京阪電気鉄道片町駅（京阪本線と大阪市電天満橋善源寺町線。市電の廃止により1968年廃止）
- 山陽電気鉄道長田駅（山陽電気鉄道本線と神戸市電尻池線。市電側の停留場は「長田」。山陽電気鉄道の移設により、1968年廃止。架線電圧は山陽が1500V、神戸市電が600V）
- 国鉄呉線広駅分岐の東洋パルプ呉工場専用線と呉市電長浜線。（1967年市電の廃止により解消、その後専用線も廃止。）
- 西日本鉄道薬院駅（大牟田線と城南線。城南線側の停留場は「城東橋」。城南線廃止により1975年廃止。架線電圧は大牟田線が1500V、城南線が600V）

路面電車同士
※事業者につき3箇所を超える場合は交差箇所は省略（該当事業者は太字●）。また特記がない限りは同一事業者の路線同士。
- 旭川市街軌道●
- 札幌市電三越前停留場・西4丁目停留場（西4丁目線と一条線。西4丁目線の部分廃止により1971年廃止）
- 東京都電●
- 横浜市電●
- 富山地方鉄道富山軌道線西町停留場（本線と東部線・支線。支線の廃止により1973年廃止）
- 名古屋市電●
- 名古屋鉄道徹明町駅（岐阜市内線と美濃町線。岐阜市内線の部分廃止により1988年廃止。）
- 京阪電気鉄道浜大津駅（京阪京津線と京阪石山坂本線。ホームの統合により1981年廃止。）
- 京都市電● - 市電同士のほか、京阪京津線・京福電気鉄道嵐山線・北野線との間にも存在。
- 大阪市電●
- 南海電気鉄道→阪堺電気軌道
  - 阿倍野停留場（上町線と平野線。平野線の廃止により1980年廃止）
  - 住吉停留場（阪堺線と上町線。上町線の部分廃止により2016年廃止）

- 神戸市電●
- 西鉄福岡市内線●

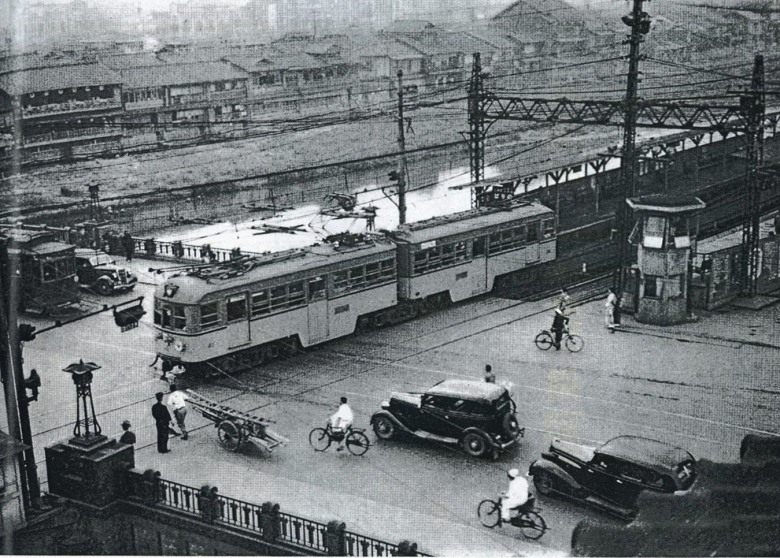
1930年代の京阪四条駅 - 京都市電がびわこ号の通過を待っている
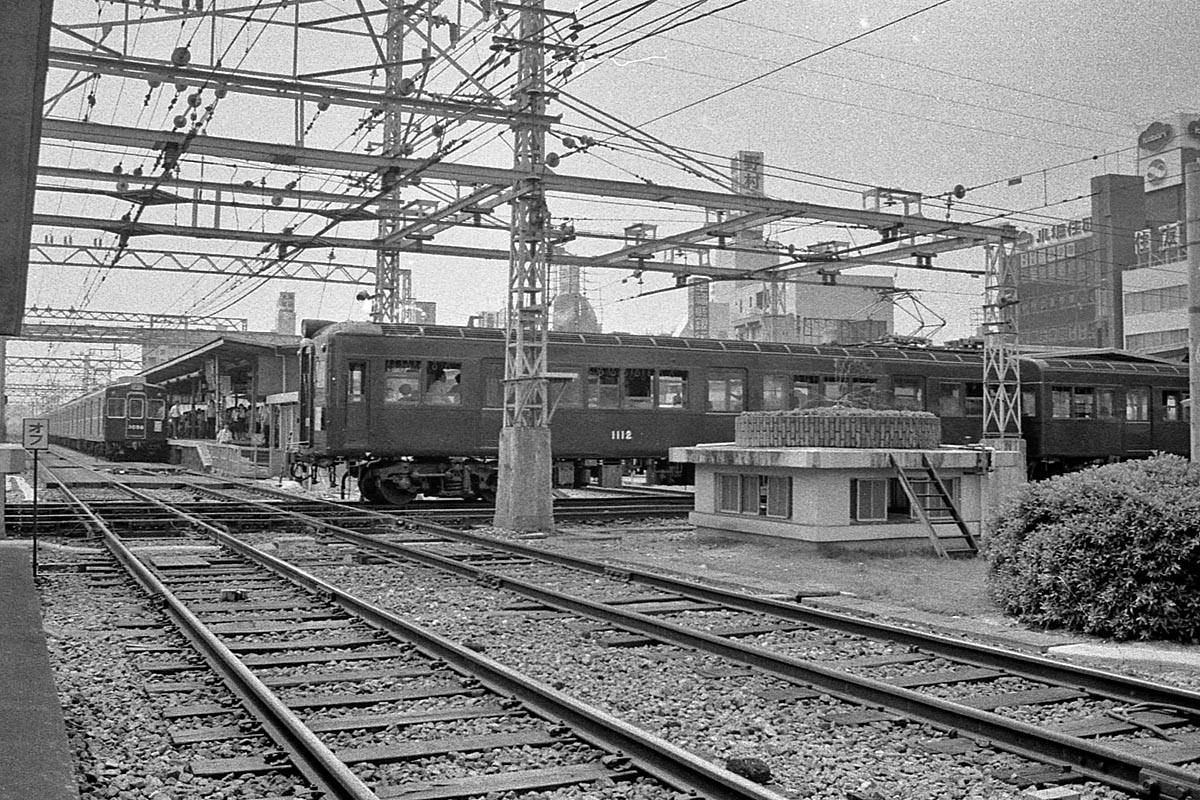
1979年頃の阪急西宮北口駅 - 今津線電車が神戸本線を横切る
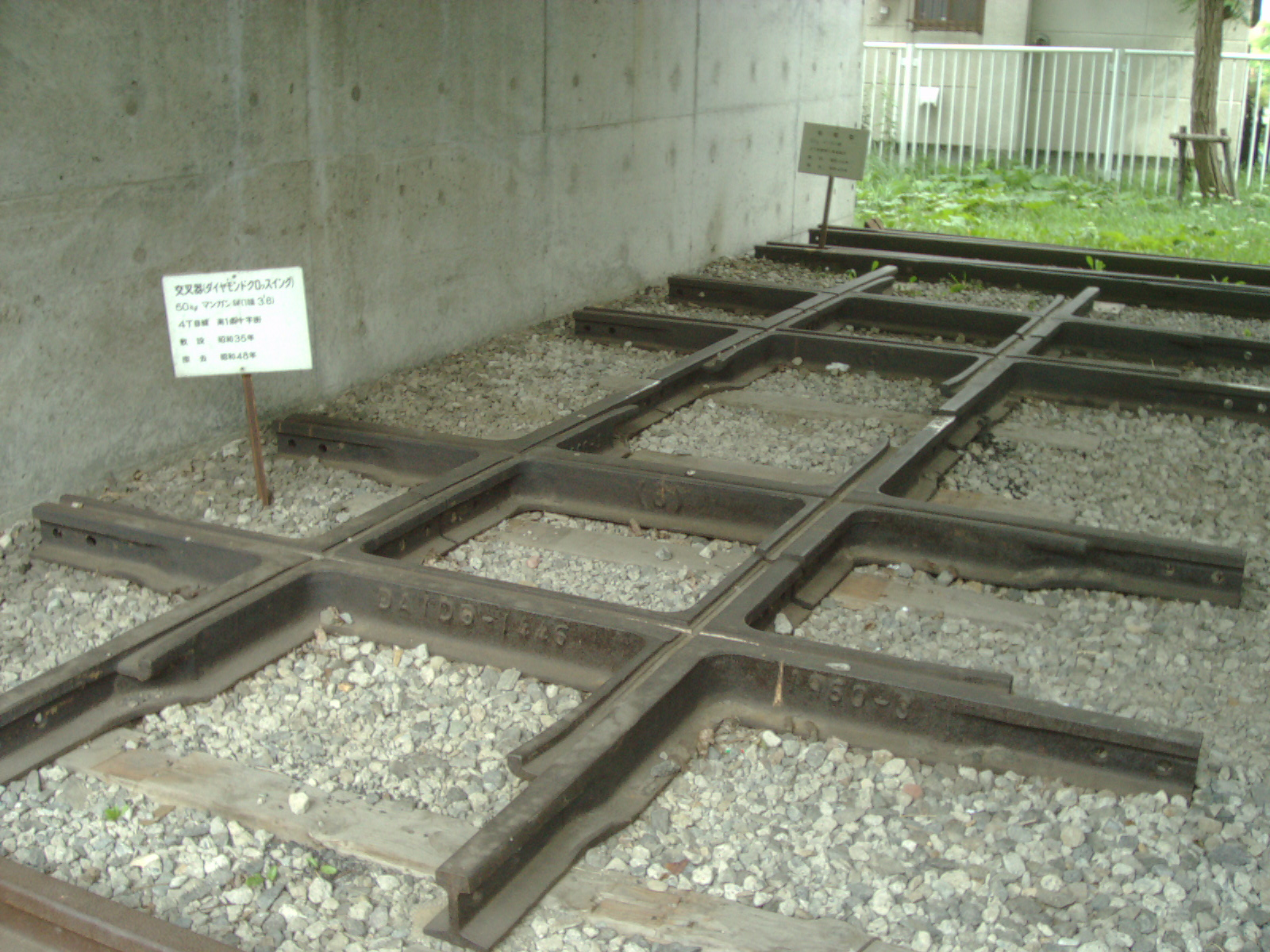
札幌市電西4丁目停留場で使用されていた交差線路
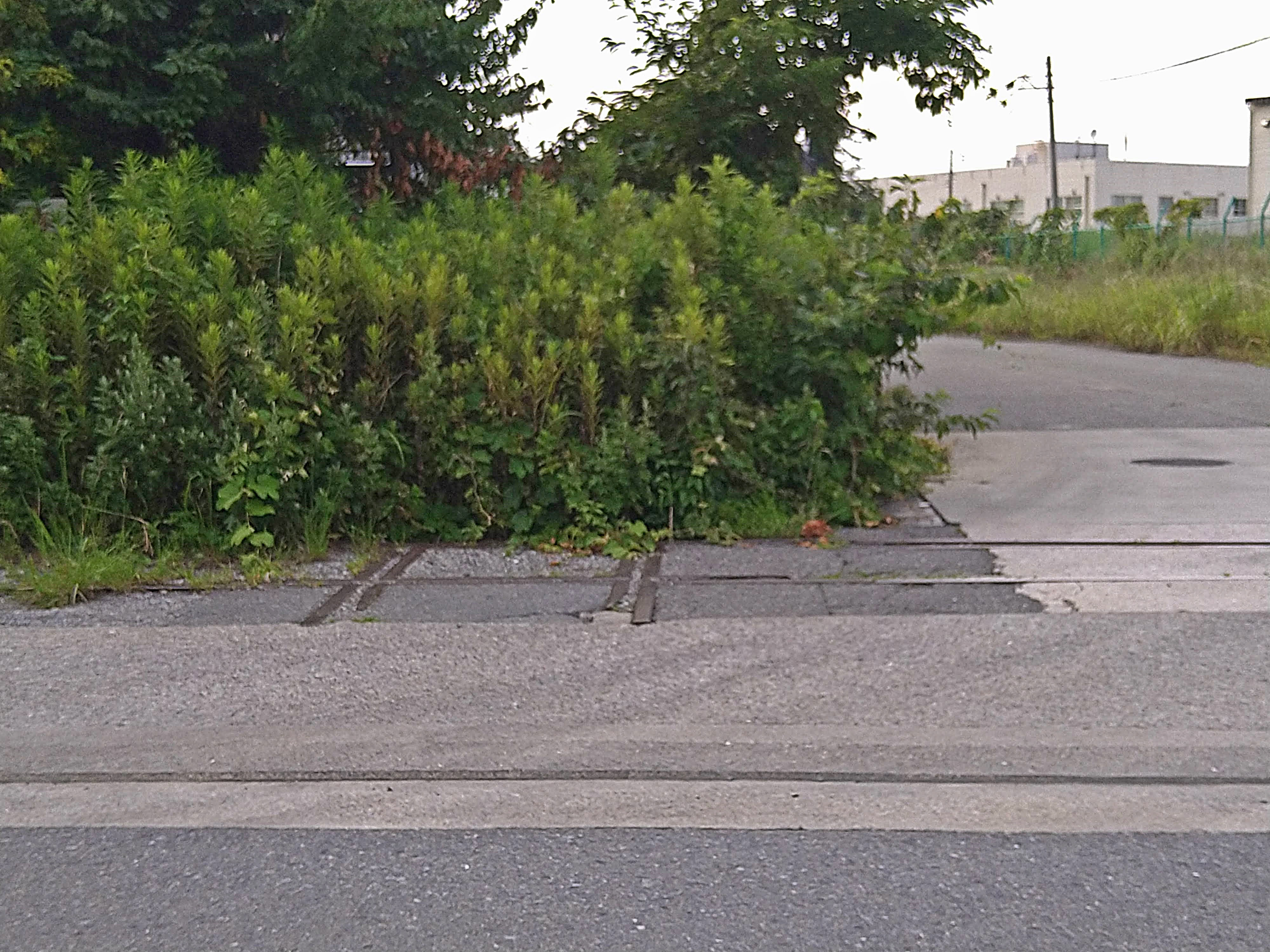
田浦港近くのダイヤモンドクロッシング跡

### 斜交
以下に記載するものは単独配置のみであり、シザースクロッシングを構成するもの、ターミナル駅で交差するタイプは多数存在する。
- 東日本旅客鉄道羽前千歳駅（ホーム南側で山形線（標準軌）と仙山線（狭軌）が入れ替わる）
- 伊予鉄道古町駅（高浜線と大手町線）
  - 大手町線は路面電車。
- 東日本旅客鉄道新津駅（信越本線と羽越本線が交差している）
- 東日本旅客鉄道蘇我駅（内房線と外房線が交差している）
- 京成電鉄京成津田沼駅（駅成田、千葉方で京成本線と千葉線が交差している）
- 東武鉄道下今市駅（駅西側で鬼怒川線と日光線が交差している）
- 名古屋鉄道枇杷島分岐点（犬山方面名鉄岐阜方面が分かれる）
- 京阪京津線・石山坂本線びわ湖浜大津駅（御陵方面より当駅を終点とする京津線の上り線路と、当駅を途中駅とする石山坂本線の坂本比叡山口方面行き線路が交差している）
- 西日本旅客鉄道櫛ケ浜駅(山陽本線と岩徳線が交差している)

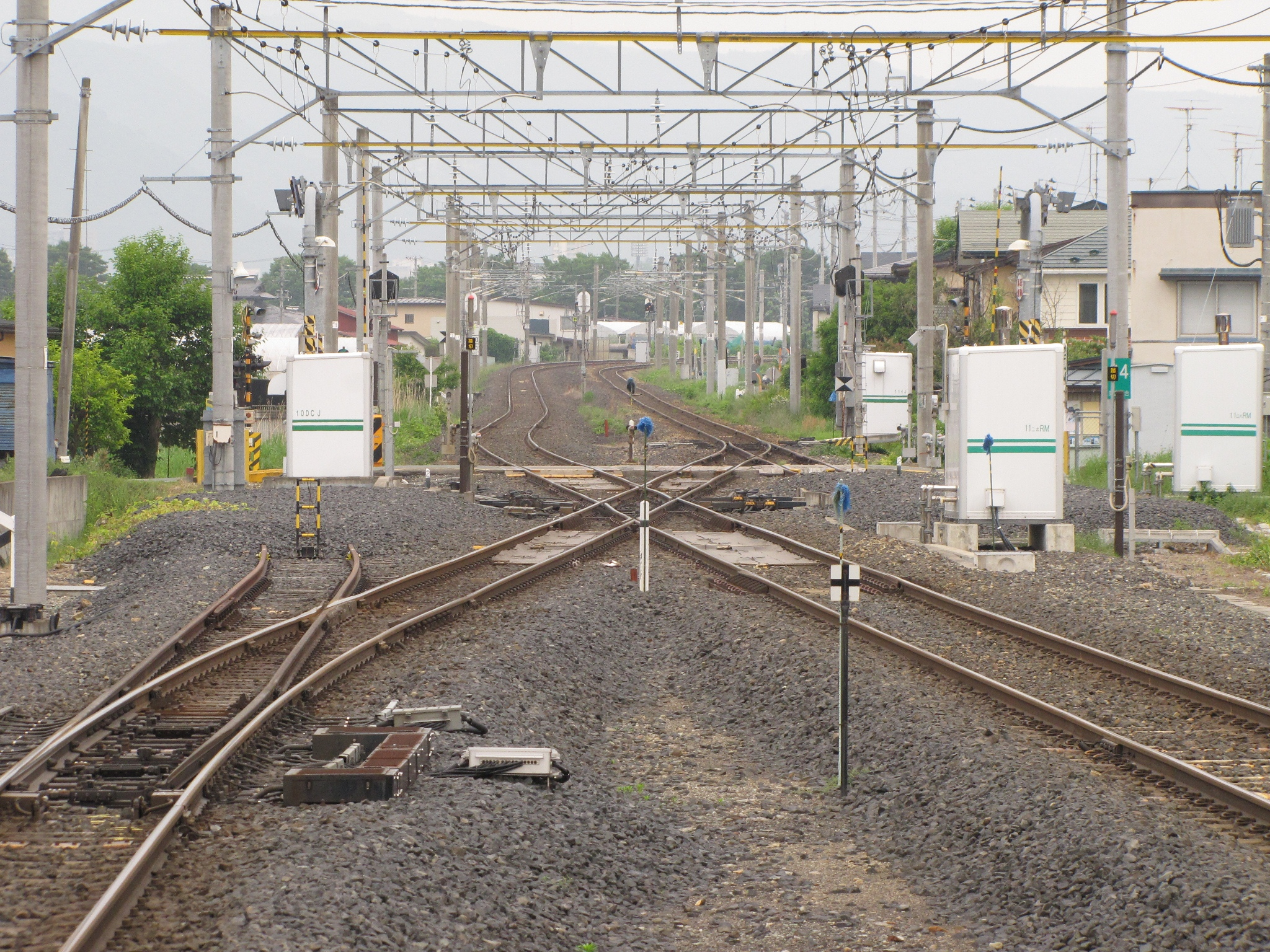
山形線と仙山線の斜交交差